# Agustín de la Torre González
Agustín María de la Torre González (Nepeña, 25 de diciembre de 1844-Lima, 25 de agosto de 1929) fue un abogado, magistrado y político peruano. Fue senador por La Libertad (1878 y 1886-1893), ministro de Hacienda (1893-1894 y 1909), ministro de Fomento (1901 y 1911) y segundo vicepresidente de la República (1919-1924). También fue vocal de la Corte Suprema.

## Biografía
Hijo de Agustín de la Torre Urraca y María Tarcila González del Real. Estudió en el Convictorio de San Carlos y luego se trasladó a Trujillo, donde dedicó a las actividades agrícolas y mineras, así como a la práctica forense. Posteriormente se graduó de bachiller en Jurisprudencia en la Universidad Nacional de Trujillo (1877) y se recibió como abogado ante la Corte Superior de dicha ciudad.
Fue elegido como senador por La Libertad en 1878. Al estallar la guerra con Chile, se alistó en la guardia nacional de Trujillo. Ejerció interinamente el cargo de prefecto del departamento de La Libertad y se encargó con éxito de contener las bandas de soldados peruanos que después de las derrotas en la defensa de Lima se habían dedicado al bandolerismo en la región.
Fue nuevamente senador por La Libertad, entre 1886 a 1893, y en tal calidad, se destacó por su oposición a la firma del Contrato Grace que auspiciaba el gobierno de Andrés Avelino Cáceres.
En setiembre de 1893 fue nombrado ministro de Hacienda y Comercio por el presidente Remigio Morales Bermúdez. Trató de conciliar a los caceristas y pierolistas para evitar una guerra civil. Renunció en enero de 1894, al revelarse una carta que había dirigido a Nicolás de Piérola sobre arreglos electorales.  Desatada la guerra civil e instaurado el gobierno constitucional de Nicolás de Piérola, se alejó de la vida pública mientras duró dicho gobierno (1895-1899).
Fue ministro de Fomento de marzo a setiembre de 1901, en el gobierno de Eduardo López de Romaña. Y ocupó nuevamente el cargo de ministro de Hacienda entre junio y noviembre de 1909, en el primer gobierno de Augusto B. Leguía. Renunció en octubre de 1909 debido a que el Congreso aprobó un voto de extrañeza en su contra.

El 26 de octubre de 1909 renunció el Ministro de Hacienda La Torre González, después de haber emitido el Congreso en sesión secreta un voto de extrañeza contra él por su gestión en asuntos reservados. Según una de las versiones, cuando el gobierno necesitó recursos extraordinarios para urgentes necesidades internacionales, en opinión de la mayoría parlamentaria, La Torre González no los proporcionó con la rapidez deseable. De acuerdo con otra versión, el Ministro irritó a dicha mayoría porque no tomó en cuenta sus puntos de vista al hacer las gestiones para un empréstito
Jorge Basadre, Historia de la República del Perú. 1822 - 1933

En agosto de 1911 fue designado como ministro de Fomento por el presidente Leguía. En esta ocasión nuevamente se vio obligado a renunciar a consecuencia del riguroso control político ejercido por el Congreso. El historiador Jorge Basadre explica que el 8 de noviembre de 1911, el Senado declaró ilegal un decreto suscrito por La Torre, decreto donde, prescindiendo de la Municipalidad, se concedía autorización y privilegios sobre el agua potable de Lima a la casa Williamson, considerada como chilena o vinculada a intereses de ese país. Al darse cuenta de un oficio de La Torre en una sesión del 28 de noviembre, la Cámara resolvió aceptarlo sólo porque llevaba la rúbrica del presidente Leguía, pero advirtió que no aceptaría otra carta proveniente del ministro. En una carta publicada en el diario El Comercio el día 29 de noviembre, La Torre anunció su renuncia; sin embargo, negó que hubiera una censura, pues según su opinión, esta era de competencia del Congreso en conjunto (y no solo del Senado), además de que se basaba en un decreto aún no ejecutado.
Continuó entonces su carrera en la judicatura. En 1911 fue nombrado vocal de la Corte Superior de Lima. En 1915 pasó a ser vocal interino de la Corte Suprema de Justicia del Perú, y al año siguiente fue elevado a titular.
En las elecciones de 1919 fue elegido como Segundo Vicepresidente de la República junto al presidente Augusto Leguía y al primer vicepresidente César Canevaro. Sin embargo, debido al golpe de Estado perpetrado por Leguía para asegurarse el triunfo, que creyó que le sería arrebatado, no asumió el cargo de jure.
Fue también miembro del directorio del Banco Central de Reserva del Perú. Fue vicepresidente del Directorio de 1923 a 1925 y en 1928. Fue  presidente del directorio del Banco Central de 1926 a 1927.